# Dynamique des systèmes

Diagramme dynamique des stocks et des flux du modèle Adoption d'un nouveau produit (modèle issu de l'article de John Sterman en 2001.)

La dynamique des systèmes fait partie de la théorie des systèmes. C'est une approche pour comprendre le comportement des systèmes complexes dans le temps en les représentant par des systèmes dynamiques. Elle prend en compte les boucles de rétroaction internes et les effets retard qui affectent le comportement global du système. Elle est fondée sur des modèles qui sont une formalisation de nos suppositions à propos d’un système (Hall and Day, 1977). En dynamique des systèmes, faire tourner une simulation consiste à résoudre les équations mathématiques pour obtenir la valeur de chaque variable au cours du temps. Les équations contiennent des paramètres qu’il faut souvent calibrer sur des données historiques. La sortie d’une simulation pour un jeu de données d’entrée fixé s’appelle un scénario.

## Principes
La dynamique des systèmes est une technique de modélisation mathématique qui permet de comprendre et d'analyser des problèmes complexes. Elle a été conçue dans les années 1950 pour aider les managers des entreprises à améliorer leur compréhension des procédés industriels.
Il existe depuis les années 1990 des outils informatiques de dynamique des systèmes présentant des Interfaces Utilisateur adaptées. Ils peuvent résoudre les problèmes en calculant de façon incrémentale chaque variable sur des intervalles de temps très courts.
On distingue les systèmes linéaires et les systèmes non linéaires. Les premiers donnent des résultats facilement prévisibles. Les seconds font partie des systèmes complexes (ce qui ne veut pas dire compliqués). Ils sont constitués d’éléments liés entre eux par des relations qui peuvent créer des boucles de rétroactions (ou feedbacks) positives (amplification) ou négatives (amortissement).
Il est intéressant de voir comment un système réagit à une perturbation extérieure qu'on appelle forçage. Un forçage va déclencher une série de rétroactions qui vont, finalement, amplifier ou amortir le stimulus initial.
Un système complexe et non linéaire peut avoir un caractère chaotique, ce qui ne signifie pas qu’il est aléatoire. Prédire l'évolution d'un système non linéaire est bien plus difficile que pour un système linéaire, mais il est possible d’atteindre un certain niveau de prédiction.
Par exemple, le système utilisé par l'équipe de Dennis Meadows, appelé World3, est complexe, non linéaire et dominé par des rétroactions mais il n’est pas chaotique.
Les modèles et les simulations peuvent être utilisés pour la prédiction, l'exploration, l’entraînement ainsi que pour la préparation et la planification.

## Histoire
La dynamique des systèmes a été créée au milieu des années 1950 par le professeur Jay Forrester du Massachusetts Institute of Technology. En 1956, Forrester a accepté une chaire dans le tout jeune MIT Sloan School of Management. Son but initial était de déterminer comment sa formation en sciences de l'ingénieur pouvait être mise à profit sur des questions stratégiques de gestion d'entreprise.
Les travaux de Forrester ont été déclenchés par son expérience avec les managers de General Electric (GE) au milieu des années 1950. À cette époque, les managers de l'entreprise avaient constaté que le nombre de postulants pour leur usine du Kentucky suivait un cycle de trois ans. En modélisant le système de l'organisation interne de l'entreprise y compris les mécanismes de prise de décision pour les recrutements et les licenciements, Forrester a été capable de montrer que l'instabilité était due au système interne de l'entreprise et non à des raisons externes ou des cycles économiques.
Ces travaux « à la main » sont à l'origine du champ de connaissance de la dynamique des systèmes.
À la fin des années 1950 et au début des années 1960, Forrester et une équipe d'étudiants ont amené cette discipline du stade d'artisanal à celui de l'automatisation grâce à la modélisation informatique. Richard Bennett créa le premier langage informatique de dynamique des systèmes appelé SIMPLE (Simulation of Industrial Management Problems with Lots of Equations) au printemps 1958. En 1959, Phyllis Fox et Alexander Pugh écrivirent la première version de DYNAMO (DYNAmic MOdels), une version améliorée de SIMPLE, et le langage de dynamique des systèmes devint un standard industriel pour les trente ans qui suivirent. Forrester publia le premier livre sur la dynamique des systèmes en 1961.
En 1968, Aurelio Peccei (le fondateur du Club de Rome) rencontre Forrester lors d’une conférence sur les problèmes urbains en Italie. S’ensuivent les événements qui aboutiront à « Les limites à la croissance » : Forrester est invité à participer à une réunion du Club de Rome, puis c’est au tour des membres du club de faire le déplacement jusqu’à Boston pour discuter avec Forrester et l’un de ses jeunes collègues, Dennis Meadows (28 ans). Ce dernier, l’un des seuls du groupe de Forrester à avoir un peu d’expérience en gestion de projet, produit une note de quelques pages pour expliquer comment la dynamique des systèmes pourrait répondre aux questions que se pose le club. Sur les conseils de Peccei, Meadows obtient une bourse de la fondation Volkswagen. Il s’entoure alors d’une équipe de 16 chercheurs dont sa femme Donella, Jorgen Randers, William Behrens. L’équipe de Meadows publie l’année suivante l’ouvrage que l’histoire retiendra : « The Limits to Growth » (Meadows et al. 1972).
Forrester avance simultanément sur le même sujet et publie ses résultats en 1973 sous le titre « World Dynamics » (Forrester 1973).
Forrester et l’équipe de Meadows ont travaillé de façon indépendante ; ils arrivent aux mêmes conclusions : « l’économie mondiale tend à stopper sa croissance et à s’effondrer sous l’effet cumulé des limites sur les ressources, de la surpopulation et de la pollution. »
Les deux livres connaissent un grand succès : 100 000 exemplaires vendus pour World Dynamics et probablement plus d’un million pour Limits to Growth.

## Généralité sur la dynamique des systèmes
La représentation d'un système dynamique sous forme de diagramme utilise des boucles de rétroaction (feedback), des réservoirs où s'accumulent des flux (stocks) et des effets retard (time delays).
Considérons un exemple issu de la gestion d'entreprise : une société veut commercialiser un nouveau produit. Elle doit comprendre la dynamique du marché afin de prévoir sa stratégie commerciale et marketing et sa planification de la production.

### Diagramme de causalité
Prenons un exemple tiré de The Fifth Discipline de Peter Senge : remplir un verre d'eau. Une action aussi simple que de se verser un verre d'eau recouvre les concepts de base des diagrammes de causalité. Ce système comprend cinq variables : le niveau d'eau désiré, le niveau actuel de l'eau dans le verre, l'écart entre les deux niveaux, la position du robinet, le flux d'eau sortant. Ces variables sont liées entre elles par une boucle de cause à effet appelée feedback process qu'on peut traduire par flux réciproque d'influences.

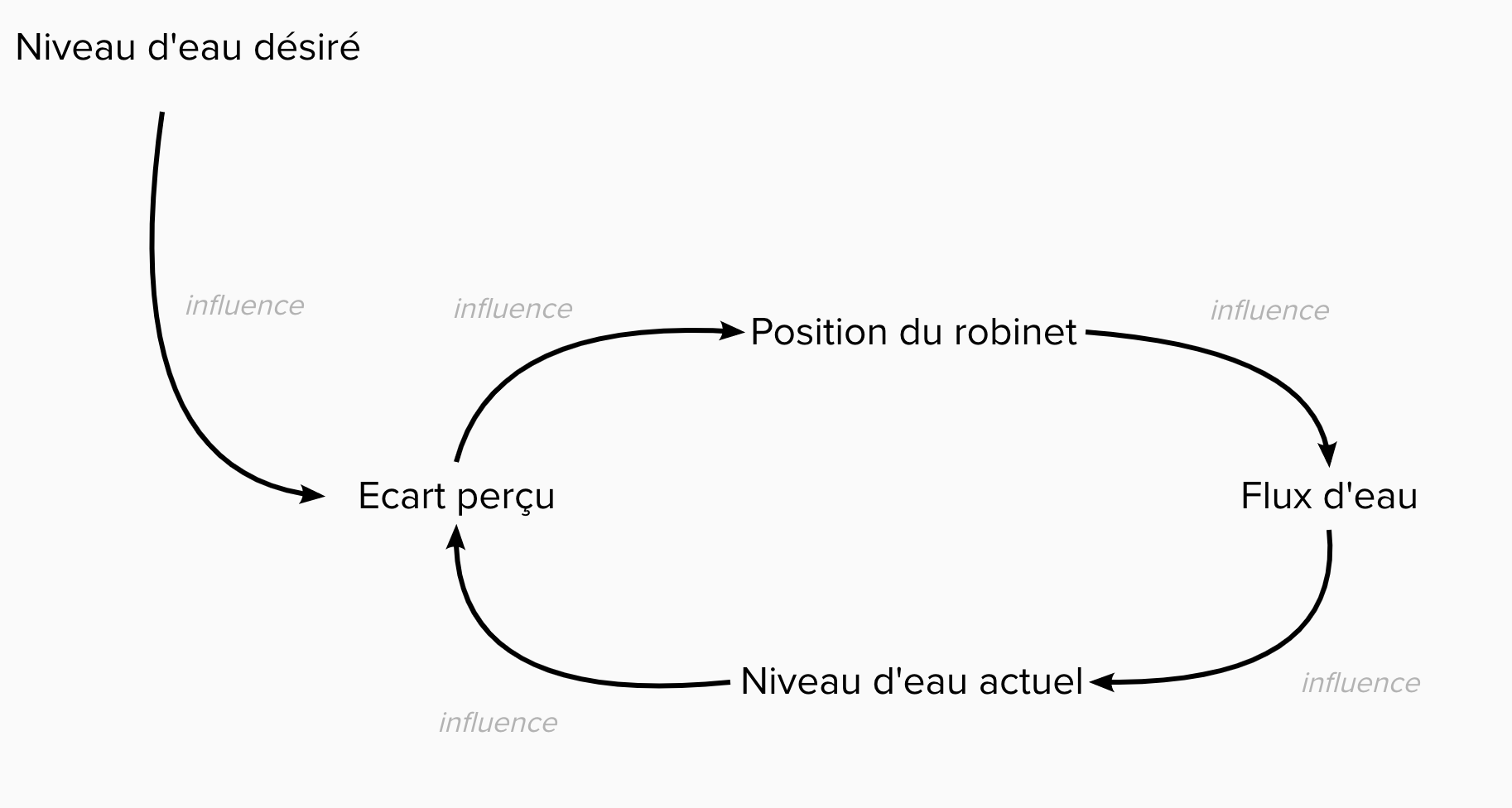

### Articles associés
- Théorie des systèmes
- Système dynamique
- Théorie des systèmes dynamiques
- Équations de Lotka-Volterra
- World3
- Jay Forrester
- Dennis Meadows
- Peter Senge
- Douze leviers pour intervenir dans un système